# Operacja Hartmanna

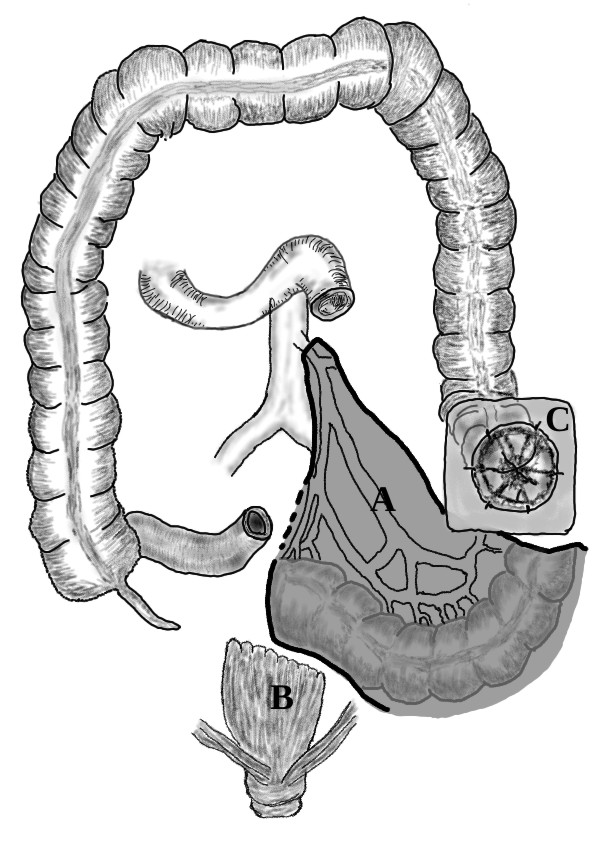
Operacja Hartmanna. Część jelita zostaje usunięta (A), bliższy koniec odbytnicy zostaje zamknięty (B), wyłaniana jest kolostomia (C)

Operacja Hartmanna – zabieg operacyjny stosowany w chirurgii przewodu pokarmowego polegający na usunięciu zmiany chorobowej, zamknięciu kikuta odbytnicy i wykonaniu stomii z bliższego odcinka esicy. Został po raz pierwszy opisany w 1923 roku przez francuskiego chirurga Henri Alberta Hartmanna (1860–1952).
Operacja ta jest wykonywana m.in. w przypadku niedrożności jelita w przebiegu raka jelita grubego, w leczeniu powikłanej choroby uchyłkowej jelit. Z rzadszych zastosowań można wymienić: skręt esicy, jatrogenne lub pourazowe przedziurawienie esicy albo odbytnicy, nieswoiste choroby zapalne, zmiany popromienne w jelicie grubym, zaburzenia ukrwienia, zapalenie otrzewnej spowodowane nieszczelnością zespolenia okrężniczo-odbytniczego.

Przeczytaj ostrzeżenie dotyczące informacji medycznych i pokrewnych zamieszczonych w Wikipedii.